# Carboxipeptidasa B

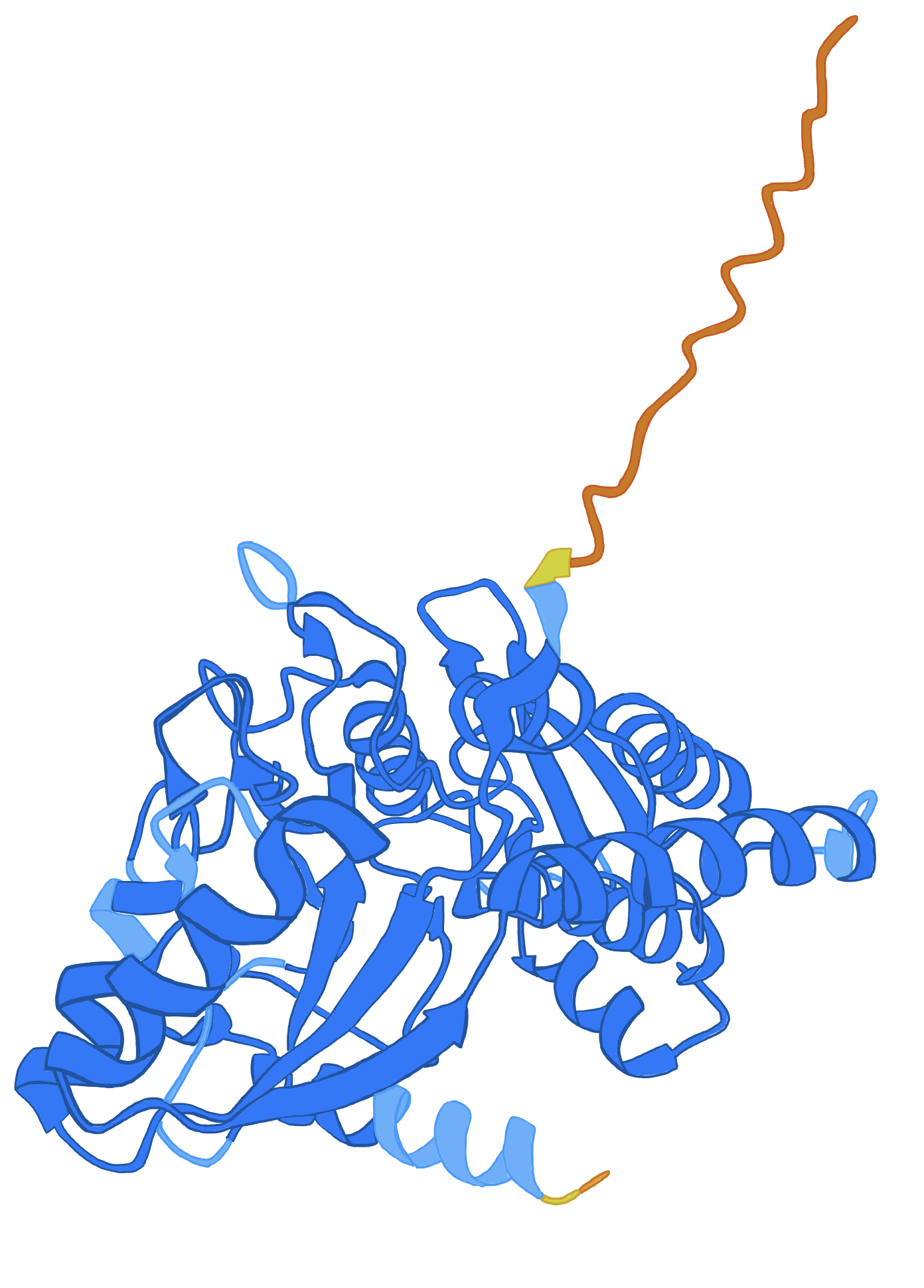

La carboxipeptidasa B (protaminasa, peptidil-l-linasina (-L-arginina) hidrolasa, EC 3.4.17.2, carboxipeptidasa tissular B, carboxipeptidasa pancràtica B) és un tipus de proteasa, també conegudes com a peptidases, classificada dins la família de les carboxipeptidases. Es tracta d’un enzim d’especial importància en el camp de la biologia, que destaca per la seva participació activa en la digestió, de la mateixa manera que la carboxipeptidasa A. La seva estructura és molt similar a la d'aquesta darrera, fins al punt de compartir un 49% de les seves seqüències d'aminoàcids.

## Família
Les carboxipeptidases són enzims del grup de les peptidases o proteases caracteritzades per hidrolitzar pèptids amb un grup COOH lliure, alliberant així l’aminoàcid situal al final de la cadena. Els nombres EC són d'especial rellevància a l'hora de descriure l'activitat enzimàtica d'aquest tipus de proteïna. Aquestes proteases contrasten amb les aminopeptidases, les quals s'encarreguen de trancar els enllaços peptídics a l’altre extrem de la cadena polipeptídica.
Les plantes, de la mateixa manera que els animals, contenen diferents tipus de carboxipeptidases que duen a terme una gran varietat de funcions, ja siguin catabòliques o de maduració de proteïnes. Si ens centrem en els éssers humans, les carboxipeptidases A1, A2 i B són produïdes al pàncrees com a proenzims inactius, activats per l'enteropeptidasa un cop que arriben al lumen intestinal com a conseqüència de la secreció pancreàtica.
Així, cal destacar que són enzims proteolítics, és a dir, proteïnes que tenen com a funció la degradació d'altres proteïnes o pèptids, que participen activament en processos digestius, de coagulació sanguínia o en la maduració d'hormones.
Les principals carboxipeptidases són: la carboxipeptidasa A, la carboxipeptidasa B, la carboxipeptidasa C, la carboxipeptidasa M, la carboxipeptidasa E, (entre d'altres). Cal destacar que es produeixen en molts òrgans i generalment s'anomenen carboxipeptidases catèptiques.

## Història
El 1931, Waldschmidt-Leitz demostrà que les excrecions del pàncrees del porc contenien un enzim que catalitzava l’alliberament d'arginina de les proteïnes, la protaminasa. El 1933, Calvery va demostrar que l’albúmina d’ou també era susceptible a aquest enzim, el que suggeria que també es podria alliberar lisina i histidina. Fins al 1940, es creia que aquest enzim actuava igual que la quimotripsina.
El 1940 però, Hoffman i Bergmann demostraren que la lisina només s'alliberava lentament del substrat en presència de la carboxipeptidasa A (CPDA). Posteriorment, al 1956 Folk demostrà que la lisina s'alliberava ràpidament en presència de pols de pàncrees comercial. Aquestes dues aportacions conduïren a experiments que confirmaren la presència de dos enzims carboxipeptidases diferents. Així, el 1960 Folk anomenà Carboxipeptidasa B (CPDB) al nou enzim descobert, per disgtingir-lo del CPDA.
El 1975, Titani determinà la seqüència d’aminoàcids de la Carboxipeptidasa B i el 1976, Schmid i Herriott en descobriren l’estructura, que seria perfeccionada el 1991 per Coll. El 1990 Vendrell va descobrir el domini globular del segment pro-CPDB pancreàtic porcí, mitjançant espectroscòpia RMN. Finalment, el 2010 Fernández va obtenir l’estructura cristal·lina de la proforma de CPDB amb una major resolució.

## Estructura
És codificada pel gen CPB1 i la seva cadena peptídica no glicosilada, constituïda per una seqüència de 99 aminoàcids, que acostuma a presentar-se en estat monomèric. Els aminoàcids que formen aquesta cadena peptídica i contenen en el seu centre actiu el cofactor Zn2+ també inclouen dues histidines, una molècula d'aigua i un àcid glutàmic. Les carboxipeptidases A i B són metal·loproteïnases per la qual cosa és necessari aquest cofactor de zinc per dur a verme la catàlisi de la proteïna.
Els residus en què es troben els centres actius de l'enzim són la tirosina i l'àcid glutàmic.

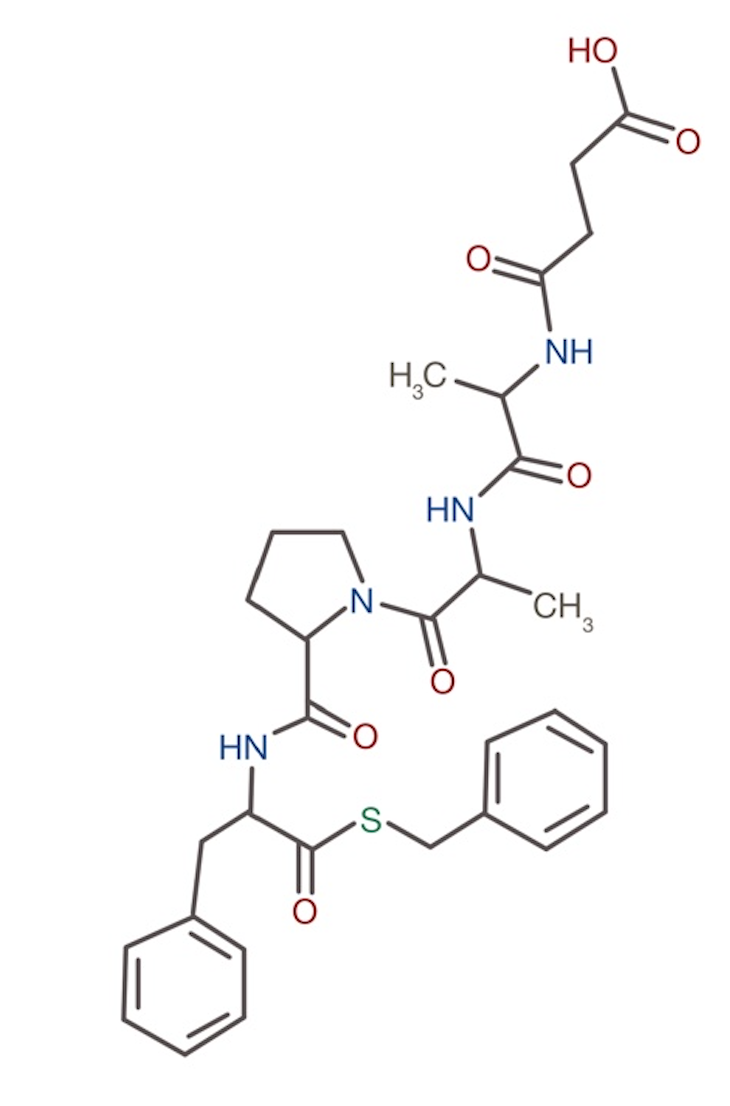
Estructura química de la carboxipeptidasa B de pàncrees porcí.

La cadena peptídica de la carboxipeptidasa B té un pes molecular de 34,7 x 10-3 Da.
La comparació de la seqüència d'aminoàcids de la carboxipeptidasa B amb la de la carboxipeptidasa A mostra que els dos enzims són homòlegs (49% d'identitat) i que tots menys un dels residus funcionals identificats a la carboxipeptidasa A es troben en els loci corresponents de la carboxipeptidasa B (peptidil-L-aminoàcid hidrolasa, EC 3.4.12.2). L'excepció és la substitució de Ile-255 a la part inferior de la butxaca d'unió al substrat de la carboxipeptidasa A, per l'àcid aspártic a la carboxipeptidasa B (Asp-255). Aquest únic canvi pot explicar la diferència d'especificitat dels dos enzims.

## Funcions
La principal funció de l'enzim és hidrolitzar un enllaç peptídic situat a l'extrem carboxi-terminal d'una proteïna o polipèptid, alliberant així l'aminoàcid situat al final de la cadena a condició que sigui una lisina o una arginina, pel fet que les carboxipeptidases B tallen aminoàcids amb càrrega positiva. Per això, gràcies a aquest enzim és possible digerir la majoria de proteïnes ingerides de manera adequada.
Perquè les funcions que duu a terme puguin realitzar-se de manera idònia ha de ser activada mitjançant la tripsina, la qual és secretada pel duodè. Aquest enzim peptidasa té la funció de trencar la proteïna pro-carboxipeptidasa B obtenint un propèptid que també es troba inactiu i l'activació de la carboxipeptidasa B. Per aquest motiu, requereix un pH bàsic, aproximadament de 9, per executar la seva funció de manera òptima en el pàncrees.

### Substàncies químiques capaces d'inhibir l'enzim
Hi ha substàncies químiques les quals són capaces d'inhibir la funció de l'enzim, així com els agents quelants metàl·lics, com ara l'àcid etilèndiaminotetraacètic (EDTA), l'àcid Nitril-Tri-Acètic (NTA) i l'àcid etilendiaminotetracètic (OP). Els quelants tenen la capacitat de debilitar l'afinitat entre l'ió de zinc i el centre actiu de la carboxipeptidasa B, fent que l'enzim s'inactivi i, per tant, perdi la capacitat catalítica.
Tot i això, també es van trobar inhibidors endògens, com la latexina que es troba en animals vertebrats. El seu mecanisme d'inhibició es basa a bloquejar el centre actiu de l'enzim. De la mateixa manera, hi ha altres inhibidors, com ara els composts sulfhídrics i metalls pesants, els quals també tenen la capacitat de bloquejar la funció catalitzada per l'enzim.

## Activació
La carboxipeptidasa B pertany al grup d’enzims digestius que hidrolitzen proteïnes. Aquests es sintetitzen i secreten com a zimògens o proenzims a l'estómac i pàncrees. En el cas de la proteasa descrita, es troba en la majoria de vertebrats i funciona en la posterior degradació de productes que provenen de la digestió amb tripsina, per als que són molt específics.
L'activació de moltes d’aquestes proteïnes amb activitat enzimàtica, després de ser sintetitzades com a precursors inactius, es realitza mitjançant l’escissió d'un a diversos enllaços peptídics específics. Així, aquesta activació d'enzims i altres proteïnes mitjançant proteòlisi es produeix sovint en els sistemes biològics.
In vivo, el zimogen de la carboxipeptidasa B - la procarboxipeptidasa B-, es tradueix com una preproteïna en les cèl·lules pancreàtiques. Aquesta preproteïna és anomenada preprocarboxipeptidasa B. La preprocarboxipeptidasa B conté un pèptid senyal en el seu N-terminal i la precarboxipeptidasa B compta amb una seqüència d'aminoàcids que descriu el producte traduccional primari. El pèptid senyal dirigeix el polipèptid de la preprocarboxipeptidasa B cap a la ruta de secreció de la cèl·lula pancreàtica. En el procés de secreció, el pèptid líder s'escindeix proteolíticament, convertint així la preprocarboxipeptidasa B a la procarboxipeptidasa B. Aquesta segona està mancada d'activitat enzimàtica. L'activació in vivo sol ocorre a l'intestí prim. La tripsina s'encarrega de trencar la procarboxipeptidasa B, generant així un propèptid enzimàticament inactiu i l'enzim carboxipeptidasa B proteolíticament actiu.
A causa de l’ús de tripsina, la procarboxipeptidasa B també es pot activar in vitro per formar la carboxipeptidasa B. Així, els experiments d'activació in vitro sota diverses condicions han demostrat que mentre un enzim carboxipeptidasa B proteolíticament activa es forma fàcilment, sota condicions no desnaturalitzants, el propèptid es manté unit no covalentment a moltes molècules carboxipeptidasa B.
D’altra banda, en el cas de la carboxipeptidasa A pancreàtica (proteasa de la mateixa família), la seva forma inactiva -procarboxipeptidasa A-, és també convertida a la seva forma activa, la carboxipeptidasa A per l'acció de l'enzim enteropeptidasa. Així, aquest procés és un mecanisme de seguretat que garanteix que la mateixa cèl·lula que produeix l'enzim no sigui digerida pel seu propi producte.

## Usos i aplicacions mèdiques

### Producció d'insulina a través de la carboxipeptidasa B
La carboxipeptidasa B és utilitzada en el camp de la medicina per a la producció d’insulina, procés que implica la proteòlisi de la pro-insulina.
El propèptid de la CPDB no està unit mitjançant enllaços covalents a l’enzim de la carboxipeptidasa B. Això permet l’escissió proteolítica de la pro-insulina, i la posterior purificació del fragment d’insulina en condicions desnaturalitzants, permetent que el propèptid de la carboxipeptidasa B es purifiqui alhora amb la insulina. La separació del propèptid de la CPDB de la molècula d’insulina és però, un procés molt complexe, el que explica que la proporció final d’insulina purificada obtinguda sigui molt menor.

### Regulació de les respostes inflamatòries en l'artritis reumatoide
La patogènesi de l'artrites reumatoide (AR) està estreatment relacionada ambas el sistema immunitari i el de coagulació. La carboxipeptidasa B plasmàtica (CPB), activada pel complex trombina/trombomodulina, té un paper procoagulant durant la formació del coàgul de fibrina. Recentment, s'ha observat que la CPB pot dividir mediadors proinflamatoris fet que suggereix que pugui tenir un paper antiinflamatori. D’aquesta manera, s'ha demostrat que la CPB té un paper central en la regulació negativa de les respostes inflamatòries mediades per C5a en l'artritis reumatoide.

### Els inhibidors de la carboxipeptidasa B redueixen els microtrombes renals induïts pel factor tissular en rates
La procarboxipeptidasa B, activada per la trombina al plasma, és un zimògen plasmàtic. En la fibrina parcialmente degradada, els resides de lisina carboxi-terminals són fonamentals per a la unió i activació del plasminogen, i s'ha demostrat que la carboxipeptidasa B, la qual es tracta de la forma activa de la procarboxipeptidasa B, inhibeix la fibrinòlisi en eliminar aquests residus.
S'han investigat els efectes dels inhibidors de la carboxipeptidasa B (l'àcid DL-mercaptometil-3-guanidinoetiltiopropanoic (MGPA) i l'inhibidor de la carboxipeptidasa (CPI) derivat de la patata) sobre la microtrombosi induïda pel factor tissular (TF) en rates. Després de la creació de microtones, la injecció en via venosa de MGPA (3 mg/kg i superior) o CPI (0.3 mg/kg i més) atenuen considerablement el dipòsit de fibrina glomerular induït per TF amb un augment en els nivells plasmàtics de dímer D. Aquests resultats apunten que els inhibidors de la carboxipeptidasa B poden millorar la fibrinòlisi endògena i reduir, d'aquesta manera, els trombes en el model de microtrombosi induïda per TF després de l'administració sistèmica, fins i tot després de la formació de trombes.